# بين بريلي
بين بريلي (بالإنجليزية: Ben Briley)‏ هو مغني أمريكي، ولد في 19 مارس 1989 في غالاتين في الولايات المتحدة.